# Gage R & R
Gage R&R – metoda statystyczna stosowana w celu oceny wiarygodności wyniku pomiaru oraz poszukiwania źródeł jego zmienności.
Zmienność wyniku pomiaru może zależeć od wielu czynników, takich jak:
- wykonujący pomiar ludzie – np. operatorzy mogą być solidni, precyzyjni, niechlujni;
- narzędzia pomiarowe – np. przyrząd pomiarowy może być nieprecyzyjny, źle dobrano jego dokładność, wskazuje błędne wyniki pomiaru;
- metody pomiaru – np. niewłaściwie dobrana metoda pomiarowa, trudno dotrzeć do mierzonego obiektu, pomiar bazował na deklaracjach pracowników;
- warunki środowiskowe – np. pomiar wykonano nie zachowując wymaganych warunków środowiskowych, obiekt pomiaru był trudno dostępny, w trakcie pomiaru występowały zakłócenia utrudniające jego wykonanie – było ciemno, głośno itp.;
- mierzone obiekty.

Wynik pomiaru ocenia się w aspekcie precyzji i dokładności. W tym celu analizuje się powtarzalność i odtwarzalność mierzonych cech. Powtarzalność to zdolność do uzyskiwania podobnych wyników pomiarów dokonywanych przez tę samą osobę na tych samych obiektach. Odtwarzalność to zdolność do uzyskiwania podobnych wyników pomiarów tego samego obiektu dokonywanych przez wiele osób.
Gage R&R może być realizowana dla danych ciągłych (np. wielkość, temperatura, czas, ciśnienie) i jest częścią grupy metod i narzędzi nazywanych MSA – analiza systemu pomiarowego (Measurement System Analysis).
Gage R&R jest częścią certyfikacji Six Sigma. W ramach metodyki DMAIC Six Sigma stosowany jest w fazie pomiar (measure) do oceny jakości zbieranych danych.